# 1204
Portal Geschichte | Portal Biografien | Aktuelle Ereignisse | Jahreskalender | Tagesartikel

◄ |
12. Jahrhundert |
13. Jahrhundert
| 14. Jahrhundert | ►

◄ |
1170er |
1180er |
1190er |
1200er
| 1210er | 1220er | 1230er | ►

◄◄ |
◄ |
1200 |
1201 |
1202 |
1203 |
1204
| 1205 | 1206 | 1207 | 1208 | ► | ►►
Staatsoberhäupter  · Nekrolog
| Januar | Januar | Januar | Januar | Januar | Januar | Januar | Januar |
| Kw     | Mo     | Di     | Mi     | Do     | Fr     | Sa     | So     |
| ------ | ------ | ------ | ------ | ------ | ------ | ------ | ------ |
| 1      |        |        |        | 1      | 2      | 3      | 4      |
| 2      | 5      | 6      | 7      | 8      | 9      | 10     | 11     |
| 3      | 12     | 13     | 14     | 15     | 16     | 17     | 18     |
| 4      | 19     | 20     | 21     | 22     | 23     | 24     | 25     |
| 5      | 26     | 27     | 28     | 29     | 30     | 31     |        |

| Februar | Februar | Februar | Februar | Februar | Februar | Februar | Februar |
| Kw      | Mo      | Di      | Mi      | Do      | Fr      | Sa      | So      |
| ------- | ------- | ------- | ------- | ------- | ------- | ------- | ------- |
| 5       |         |         |         |         |         |         | 1       |
| 6       | 2       | 3       | 4       | 5       | 6       | 7       | 8       |
| 7       | 9       | 10      | 11      | 12      | 13      | 14      | 15      |
| 8       | 16      | 17      | 18      | 19      | 20      | 21      | 22      |
| 9       | 23      | 24      | 25      | 26      | 27      | 28      | 29      |

| März | März | März | März | März | März | März | März |
| Kw   | Mo   | Di   | Mi   | Do   | Fr   | Sa   | So   |
| ---- | ---- | ---- | ---- | ---- | ---- | ---- | ---- |
| 10   | 1    | 2    | 3    | 4    | 5    | 6    | 7    |
| 11   | 8    | 9    | 10   | 11   | 12   | 13   | 14   |
| 12   | 15   | 16   | 17   | 18   | 19   | 20   | 21   |
| 13   | 22   | 23   | 24   | 25   | 26   | 27   | 28   |
| 14   | 29   | 30   | 31   |      |      |      |      |

| April | April | April | April | April | April | April | April |
| Kw    | Mo    | Di    | Mi    | Do    | Fr    | Sa    | So    |
| ----- | ----- | ----- | ----- | ----- | ----- | ----- | ----- |
| 14    |       |       |       | 1     | 2     | 3     | 4     |
| 15    | 5     | 6     | 7     | 8     | 9     | 10    | 11    |
| 16    | 12    | 13    | 14    | 15    | 16    | 17    | 18    |
| 17    | 19    | 20    | 21    | 22    | 23    | 24    | 25    |
| 18    | 26    | 27    | 28    | 29    | 30    |       |       |

| Mai | Mai | Mai | Mai | Mai | Mai | Mai | Mai |
| Kw  | Mo  | Di  | Mi  | Do  | Fr  | Sa  | So  |
| --- | --- | --- | --- | --- | --- | --- | --- |
| 18  |     |     |     |     |     | 1   | 2   |
| 19  | 3   | 4   | 5   | 6   | 7   | 8   | 9   |
| 20  | 10  | 11  | 12  | 13  | 14  | 15  | 16  |
| 21  | 17  | 18  | 19  | 20  | 21  | 22  | 23  |
| 22  | 24  | 25  | 26  | 27  | 28  | 29  | 30  |
| 23  | 31  |     |     |     |     |     |     |

| Juni | Juni | Juni | Juni | Juni | Juni | Juni | Juni |
| Kw   | Mo   | Di   | Mi   | Do   | Fr   | Sa   | So   |
| ---- | ---- | ---- | ---- | ---- | ---- | ---- | ---- |
| 23   |      | 1    | 2    | 3    | 4    | 5    | 6    |
| 24   | 7    | 8    | 9    | 10   | 11   | 12   | 13   |
| 25   | 14   | 15   | 16   | 17   | 18   | 19   | 20   |
| 26   | 21   | 22   | 23   | 24   | 25   | 26   | 27   |
| 27   | 28   | 29   | 30   |      |      |      |      |

| Juli | Juli | Juli | Juli | Juli | Juli | Juli | Juli |
| Kw   | Mo   | Di   | Mi   | Do   | Fr   | Sa   | So   |
| ---- | ---- | ---- | ---- | ---- | ---- | ---- | ---- |
| 27   |      |      |      | 1    | 2    | 3    | 4    |
| 28   | 5    | 6    | 7    | 8    | 9    | 10   | 11   |
| 29   | 12   | 13   | 14   | 15   | 16   | 17   | 18   |
| 30   | 19   | 20   | 21   | 22   | 23   | 24   | 25   |
| 31   | 26   | 27   | 28   | 29   | 30   | 31   |      |

| August | August | August | August | August | August | August | August |
| Kw     | Mo     | Di     | Mi     | Do     | Fr     | Sa     | So     |
| ------ | ------ | ------ | ------ | ------ | ------ | ------ | ------ |
| 31     |        |        |        |        |        |        | 1      |
| 32     | 2      | 3      | 4      | 5      | 6      | 7      | 8      |
| 33     | 9      | 10     | 11     | 12     | 13     | 14     | 15     |
| 34     | 16     | 17     | 18     | 19     | 20     | 21     | 22     |
| 35     | 23     | 24     | 25     | 26     | 27     | 28     | 29     |
| 36     | 30     | 31     |        |        |        |        |        |

| September | September | September | September | September | September | September | September |
| Kw        | Mo        | Di        | Mi        | Do        | Fr        | Sa        | So        |
| --------- | --------- | --------- | --------- | --------- | --------- | --------- | --------- |
| 36        |           |           | 1         | 2         | 3         | 4         | 5         |
| 37        | 6         | 7         | 8         | 9         | 10        | 11        | 12        |
| 38        | 13        | 14        | 15        | 16        | 17        | 18        | 19        |
| 39        | 20        | 21        | 22        | 23        | 24        | 25        | 26        |
| 40        | 27        | 28        | 29        | 30        |           |           |           |

| Oktober | Oktober | Oktober | Oktober | Oktober | Oktober | Oktober | Oktober |
| Kw      | Mo      | Di      | Mi      | Do      | Fr      | Sa      | So      |
| ------- | ------- | ------- | ------- | ------- | ------- | ------- | ------- |
| 40      |         |         |         |         | 1       | 2       | 3       |
| 41      | 4       | 5       | 6       | 7       | 8       | 9       | 10      |
| 42      | 11      | 12      | 13      | 14      | 15      | 16      | 17      |
| 43      | 18      | 19      | 20      | 21      | 22      | 23      | 24      |
| 44      | 25      | 26      | 27      | 28      | 29      | 30      | 31      |

| November | November | November | November | November | November | November | November |
| Kw       | Mo       | Di       | Mi       | Do       | Fr       | Sa       | So       |
| -------- | -------- | -------- | -------- | -------- | -------- | -------- | -------- |
| 45       | 1        | 2        | 3        | 4        | 5        | 6        | 7        |
| 46       | 8        | 9        | 10       | 11       | 12       | 13       | 14       |
| 47       | 15       | 16       | 17       | 18       | 19       | 20       | 21       |
| 48       | 22       | 23       | 24       | 25       | 26       | 27       | 28       |
| 49       | 29       | 30       |          |          |          |          |          |

| Dezember | Dezember | Dezember | Dezember | Dezember | Dezember | Dezember | Dezember |
| Kw       | Mo       | Di       | Mi       | Do       | Fr       | Sa       | So       |
| -------- | -------- | -------- | -------- | -------- | -------- | -------- | -------- |
| 49       |          |          | 1        | 2        | 3        | 4        | 5        |
| 50       | 6        | 7        | 8        | 9        | 10       | 11       | 12       |
| 51       | 13       | 14       | 15       | 16       | 17       | 18       | 19       |
| 52       | 20       | 21       | 22       | 23       | 24       | 25       | 26       |
| 53       | 27       | 28       | 29       | 30       | 31       |          |          |

| Januar | Januar | Januar | Januar | Januar | Januar | Januar | Januar |
| Kw     | Mo     | Di     | Mi     | Do     | Fr     | Sa     | So     |
| ------ | ------ | ------ | ------ | ------ | ------ | ------ | ------ |
| 1      |        |        |        | 1      | 2      | 3      | 4      |
| 2      | 5      | 6      | 7      | 8      | 9      | 10     | 11     |
| 3      | 12     | 13     | 14     | 15     | 16     | 17     | 18     |
| 4      | 19     | 20     | 21     | 22     | 23     | 24     | 25     |
| 5      | 26     | 27     | 28     | 29     | 30     | 31     |        |

| Februar | Februar | Februar | Februar | Februar | Februar | Februar | Februar |
| Kw      | Mo      | Di      | Mi      | Do      | Fr      | Sa      | So      |
| ------- | ------- | ------- | ------- | ------- | ------- | ------- | ------- |
| 5       |         |         |         |         |         |         | 1       |
| 6       | 2       | 3       | 4       | 5       | 6       | 7       | 8       |
| 7       | 9       | 10      | 11      | 12      | 13      | 14      | 15      |
| 8       | 16      | 17      | 18      | 19      | 20      | 21      | 22      |
| 9       | 23      | 24      | 25      | 26      | 27      | 28      | 29      |

| März | März | März | März | März | März | März | März |
| Kw   | Mo   | Di   | Mi   | Do   | Fr   | Sa   | So   |
| ---- | ---- | ---- | ---- | ---- | ---- | ---- | ---- |
| 10   | 1    | 2    | 3    | 4    | 5    | 6    | 7    |
| 11   | 8    | 9    | 10   | 11   | 12   | 13   | 14   |
| 12   | 15   | 16   | 17   | 18   | 19   | 20   | 21   |
| 13   | 22   | 23   | 24   | 25   | 26   | 27   | 28   |
| 14   | 29   | 30   | 31   |      |      |      |      |

| April | April | April | April | April | April | April | April |
| Kw    | Mo    | Di    | Mi    | Do    | Fr    | Sa    | So    |
| ----- | ----- | ----- | ----- | ----- | ----- | ----- | ----- |
| 14    |       |       |       | 1     | 2     | 3     | 4     |
| 15    | 5     | 6     | 7     | 8     | 9     | 10    | 11    |
| 16    | 12    | 13    | 14    | 15    | 16    | 17    | 18    |
| 17    | 19    | 20    | 21    | 22    | 23    | 24    | 25    |
| 18    | 26    | 27    | 28    | 29    | 30    |       |       |

| Mai | Mai | Mai | Mai | Mai | Mai | Mai | Mai |
| Kw  | Mo  | Di  | Mi  | Do  | Fr  | Sa  | So  |
| --- | --- | --- | --- | --- | --- | --- | --- |
| 18  |     |     |     |     |     | 1   | 2   |
| 19  | 3   | 4   | 5   | 6   | 7   | 8   | 9   |
| 20  | 10  | 11  | 12  | 13  | 14  | 15  | 16  |
| 21  | 17  | 18  | 19  | 20  | 21  | 22  | 23  |
| 22  | 24  | 25  | 26  | 27  | 28  | 29  | 30  |
| 23  | 31  |     |     |     |     |     |     |

| Juni | Juni | Juni | Juni | Juni | Juni | Juni | Juni |
| Kw   | Mo   | Di   | Mi   | Do   | Fr   | Sa   | So   |
| ---- | ---- | ---- | ---- | ---- | ---- | ---- | ---- |
| 23   |      | 1    | 2    | 3    | 4    | 5    | 6    |
| 24   | 7    | 8    | 9    | 10   | 11   | 12   | 13   |
| 25   | 14   | 15   | 16   | 17   | 18   | 19   | 20   |
| 26   | 21   | 22   | 23   | 24   | 25   | 26   | 27   |
| 27   | 28   | 29   | 30   |      |      |      |      |

| Juli | Juli | Juli | Juli | Juli | Juli | Juli | Juli |
| Kw   | Mo   | Di   | Mi   | Do   | Fr   | Sa   | So   |
| ---- | ---- | ---- | ---- | ---- | ---- | ---- | ---- |
| 27   |      |      |      | 1    | 2    | 3    | 4    |
| 28   | 5    | 6    | 7    | 8    | 9    | 10   | 11   |
| 29   | 12   | 13   | 14   | 15   | 16   | 17   | 18   |
| 30   | 19   | 20   | 21   | 22   | 23   | 24   | 25   |
| 31   | 26   | 27   | 28   | 29   | 30   | 31   |      |

| August | August | August | August | August | August | August | August |
| Kw     | Mo     | Di     | Mi     | Do     | Fr     | Sa     | So     |
| ------ | ------ | ------ | ------ | ------ | ------ | ------ | ------ |
| 31     |        |        |        |        |        |        | 1      |
| 32     | 2      | 3      | 4      | 5      | 6      | 7      | 8      |
| 33     | 9      | 10     | 11     | 12     | 13     | 14     | 15     |
| 34     | 16     | 17     | 18     | 19     | 20     | 21     | 22     |
| 35     | 23     | 24     | 25     | 26     | 27     | 28     | 29     |
| 36     | 30     | 31     |        |        |        |        |        |

| September | September | September | September | September | September | September | September |
| Kw        | Mo        | Di        | Mi        | Do        | Fr        | Sa        | So        |
| --------- | --------- | --------- | --------- | --------- | --------- | --------- | --------- |
| 36        |           |           | 1         | 2         | 3         | 4         | 5         |
| 37        | 6         | 7         | 8         | 9         | 10        | 11        | 12        |
| 38        | 13        | 14        | 15        | 16        | 17        | 18        | 19        |
| 39        | 20        | 21        | 22        | 23        | 24        | 25        | 26        |
| 40        | 27        | 28        | 29        | 30        |           |           |           |

| Oktober | Oktober | Oktober | Oktober | Oktober | Oktober | Oktober | Oktober |
| Kw      | Mo      | Di      | Mi      | Do      | Fr      | Sa      | So      |
| ------- | ------- | ------- | ------- | ------- | ------- | ------- | ------- |
| 40      |         |         |         |         | 1       | 2       | 3       |
| 41      | 4       | 5       | 6       | 7       | 8       | 9       | 10      |
| 42      | 11      | 12      | 13      | 14      | 15      | 16      | 17      |
| 43      | 18      | 19      | 20      | 21      | 22      | 23      | 24      |
| 44      | 25      | 26      | 27      | 28      | 29      | 30      | 31      |

| November | November | November | November | November | November | November | November |
| Kw       | Mo       | Di       | Mi       | Do       | Fr       | Sa       | So       |
| -------- | -------- | -------- | -------- | -------- | -------- | -------- | -------- |
| 45       | 1        | 2        | 3        | 4        | 5        | 6        | 7        |
| 46       | 8        | 9        | 10       | 11       | 12       | 13       | 14       |
| 47       | 15       | 16       | 17       | 18       | 19       | 20       | 21       |
| 48       | 22       | 23       | 24       | 25       | 26       | 27       | 28       |
| 49       | 29       | 30       |          |          |          |          |          |

| Dezember | Dezember | Dezember | Dezember | Dezember | Dezember | Dezember | Dezember |
| Kw       | Mo       | Di       | Mi       | Do       | Fr       | Sa       | So       |
| -------- | -------- | -------- | -------- | -------- | -------- | -------- | -------- |
| 49       |          |          | 1        | 2        | 3        | 4        | 5        |
| 50       | 6        | 7        | 8        | 9        | 10       | 11       | 12       |
| 51       | 13       | 14       | 15       | 16       | 17       | 18       | 19       |
| 52       | 20       | 21       | 22       | 23       | 24       | 25       | 26       |
| 53       | 27       | 28       | 29       | 30       | 31       |          |          |

## Ereignisse

### Politik und Weltgeschehen

#### Vierter Kreuzzug
- 25. Januar: Wegen ihrer nachgiebigen Haltung gegen das vor Konstantinopel stehende Kreuzfahrerheer des Vierten Kreuzzuges unter dem venezianischen Dogen Enrico Dandolo werden die byzantinischen Kaiser Isaak II. und Alexios IV. durch einen Aufstand unter der Führung von General Alexios Murtzouphlos gestürzt und am 28. Januar getötet.
- 28. Januar: Nikolaos Kanabos wird gegen seinen Willen zum Kaiser des Byzantinischen Reiches gewählt. Schon am 3. Februar wird er von der Palastwache abgesetzt und wenig später ermordet.

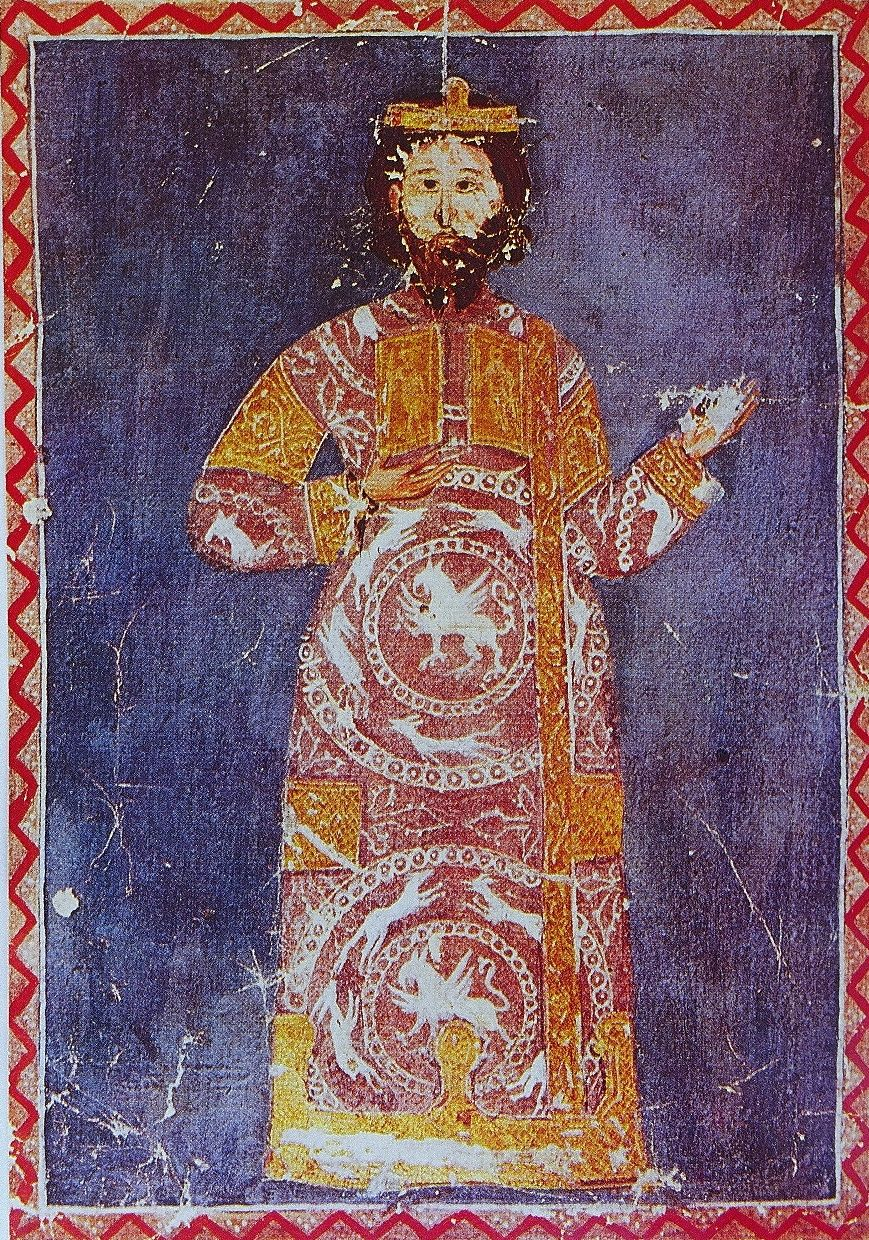
Alexios V.

- 5. Februar: Alexios Murtzouphlos wird unter dem Namen Alexios V. byzantinischer Kaiser, zu einem Zeitpunkt, als das Heer des vierten Kreuzzugs die Stadt belagert.
- März: Die Kreuzfahrer unterzeichnen einen Vertrag über die Aufteilung des Byzantinischen Reichs.
- 9. April: Der Angriff auf die Kaiserstadt Konstantinopel beginnt.
- 13. April: Kaiser Alexios V. flieht, die Verteidigung der Stadt bricht zusammen, die Kreuzfahrer erobern und plündern die Stadt. Das Verhältnis der orthodoxen Christen zur westeuropäischen, katholischen Kultur wird durch dieses Ereignis bis in die heutige Zeit schwer belastet. Kurz vor der Eroberung der Stadt wird Konstantin (XI.) Laskaris in der Hagia Sophia zum Kaiser erhoben. Er flieht mit seinem Bruder Theodor nach Nikaia in Bithynien.
- Alexios V., der zu seinem Schwiegervater Alexios III. nach Thrakien geflohen ist, wird von diesem geblendet und an die Kreuzritter ausgeliefert, die ihn wenig später hinrichten.
- 9. Mai: In einer Wahl zum Kaiser des neu gegründeten lateinischen Kaiserreichs gewinnt Balduin, Graf von Flandern und Hennegau, gegen den eigentlichen Führer des Kreuzzuges, Bonifatius I. von Montferrat. Ausschlaggebend sind dabei die venezianischen Stimmen, denen Balduin als leichter lenkbar erscheint als der unabhängige Bonifatius.

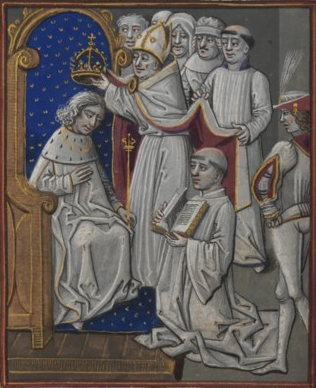
Krönung Balduins,
Miniatur aus dem 15. Jh.

- 12. Mai: Graf Balduin von Flandern und Hennegau wird als Balduin I. zum ersten Kaiser des neuen lateinischen Kaiserreichs gekrönt.
- Bonifatius wendet sich nach Westen und erobert Thessaloniki, die zweitgrößte Stadt des Byzantinischen Reichs. Er gründet dort das Königreich Thessaloniki. Als Balduin die Stadt ebenfalls für das Lateinische Kaiserreich fordert, verkauft Bonifatius seine Anrechte auf Kreta an den venezianischen Dogen Enrico Dandolo. Bonifatius setzt seinen Eroberungsfeldzug auf dem griechischen Festland fort. Er übergibt die eroberte Markgrafschaft Boudonitza in Mittelgriechenland an seinen Gefolgsmann Guido Pallavicini.
- Bonifatius erobert Athen und vergibt es als Herzogtum Athen an Otto de la Roche.
- August: Kaiser Balduin I. erobert Thessaloniki, während Bonifatius sich auf einem Feldzug im Süden befindet. Dieser ruft daraufhin am 12. August seinen Stiefsohn Manuel Angelos als Gegenkaiser aus, erobert die kaiserliche Stadt Didymoteichon und macht sich an die Belagerung Adrianopels. Auf Vermittlung durch die Republik Venedig unter Enrico Dandolo kommt es schließlich zu einer Aussöhnung zwischen den beiden Herrschern. Bonifatius verkauft die Insel Kreta an Venedig und erhält dafür deren Unterstützung in Thessaloniki. Die Venetokratie auf Kreta beginnt jedoch erst Jahre später. Zunächst fällt die Insel zur Gänze an genuesische Piraten.
- 11. November: Balduins Bruder Heinrich setzt mit einhundertzwanzig Rittern über den Hellespont und nimmt Abydos ein, womit die Lateiner nun auch in Kleinasien Fuß fassen.
- Der byzantinische Adelige Alexios I. Komnenos gründet mit militärischer Unterstützung seiner Tante Tamar von Georgien das Kaiserreich Trapezunt, einen ersten Nachfolgestaat des Byzantinischen Reichs. Theodoros Gabras der Jüngere etabliert im benachbarten Amisos eine konkurrierende Herrschaft.
- Michael Komnenos Dukas begibt sich nach Epirus und gründet dort einen weiteren byzantinischen Nachfolgestaat.
- Als klar ist, dass der Vierte Kreuzzug Palästina nicht erreichen wird, verlängert König Amalrich II. von Jerusalem seinen 1204 ablaufenden Waffenstillstandsvertrag von 1198 mit dem Ayyubiden-Sultan Al-Adil I. um weitere sechs Jahre.

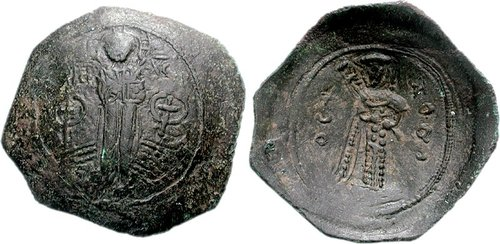
Stamenon des Theodoros Mankaphas

- Der ehemalige byzantinische Gegenkaiser Theodoros Mankaphas kehrt nach dem Fall von Konstantinopel in seine Heimatstadt Philadelphia zurück und erklärt sich neuerlich zum Kaiser.

#### Frankreich

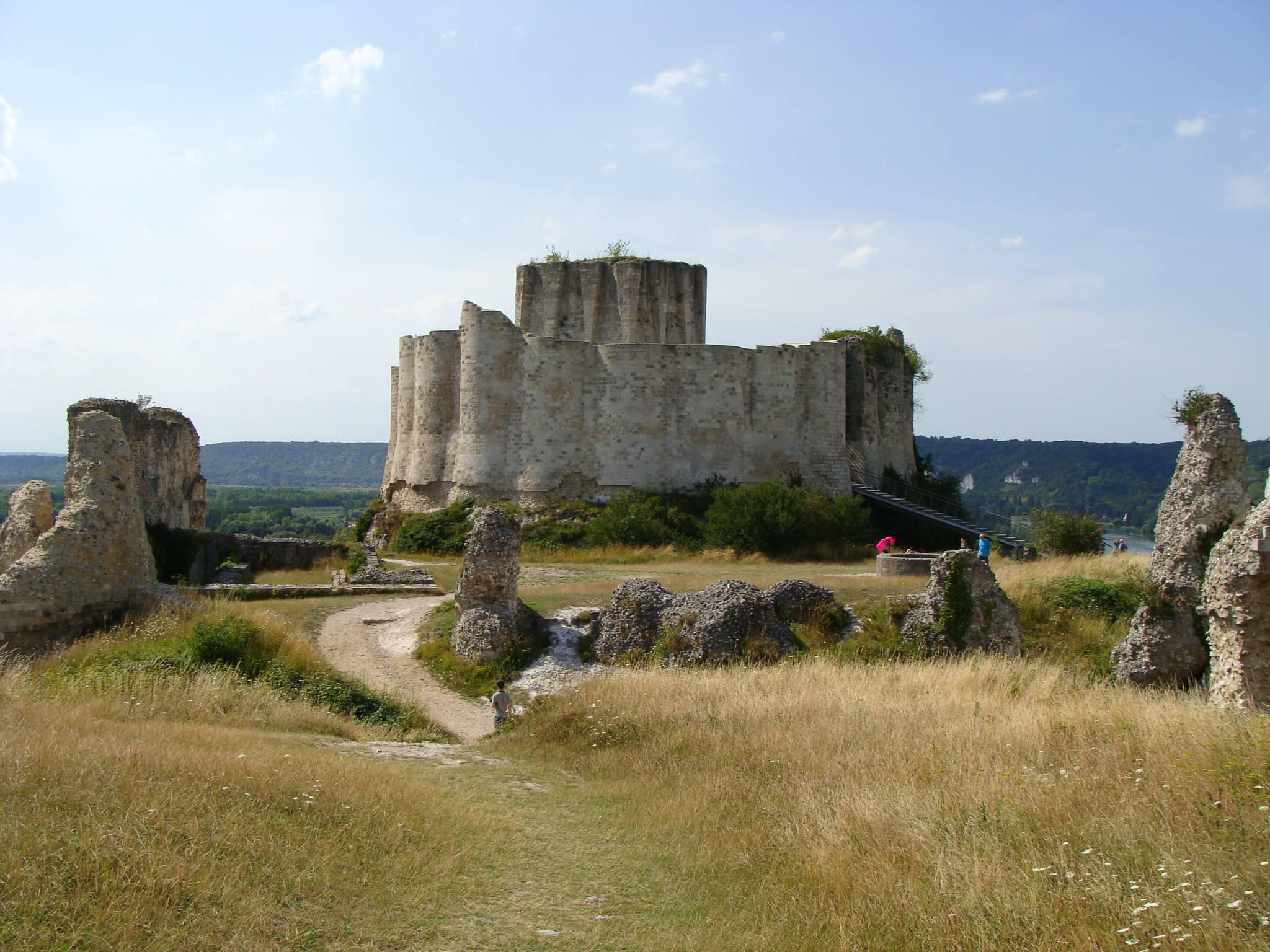
Die Ruine von Château Gaillard

- 6. März: Französisch-Englischer Krieg von 1202 bis 1214: Die dem Angevinischen Reich zugehörige Festungsbesatzung des im Seine-Tal gelegenen Château Gaillard unter Roger de Lacy ergibt sich nach sieben Monaten den Belagerern unter Befehl des französischen Königs Philipp II. Er kann in der Folge tiefer in die Normandie eindringen.
- 1. April: Nach dem Tod der Eleonore von Aquitanien huldigen zahlreiche aquitanische Adelige nicht ihrem Sohn Johann Ohneland, sondern dem französischen König.

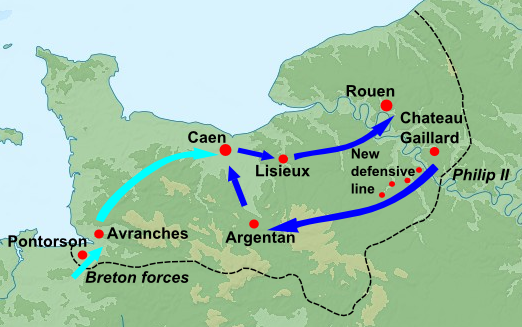
Der Feldzug Philipps II. (blau) zur Eroberung der Normandie 1204

- Philipp II. erobert ohne große Gegenwehr Argentan, während das von dem Söldnerführer Lupescar verteidigte Falaise bereits nach einer Woche kapituliert. Lupescar wechselt nun die Seiten und schließt sich Philipp II. an. Anschließend besetzt Philipp kampflos Caen, die alte Hauptstadt der Normandie, und als Folge davon huldigen zahlreiche Barone der Umgebung dem französischen König als ihren neuen Lehensherrn.

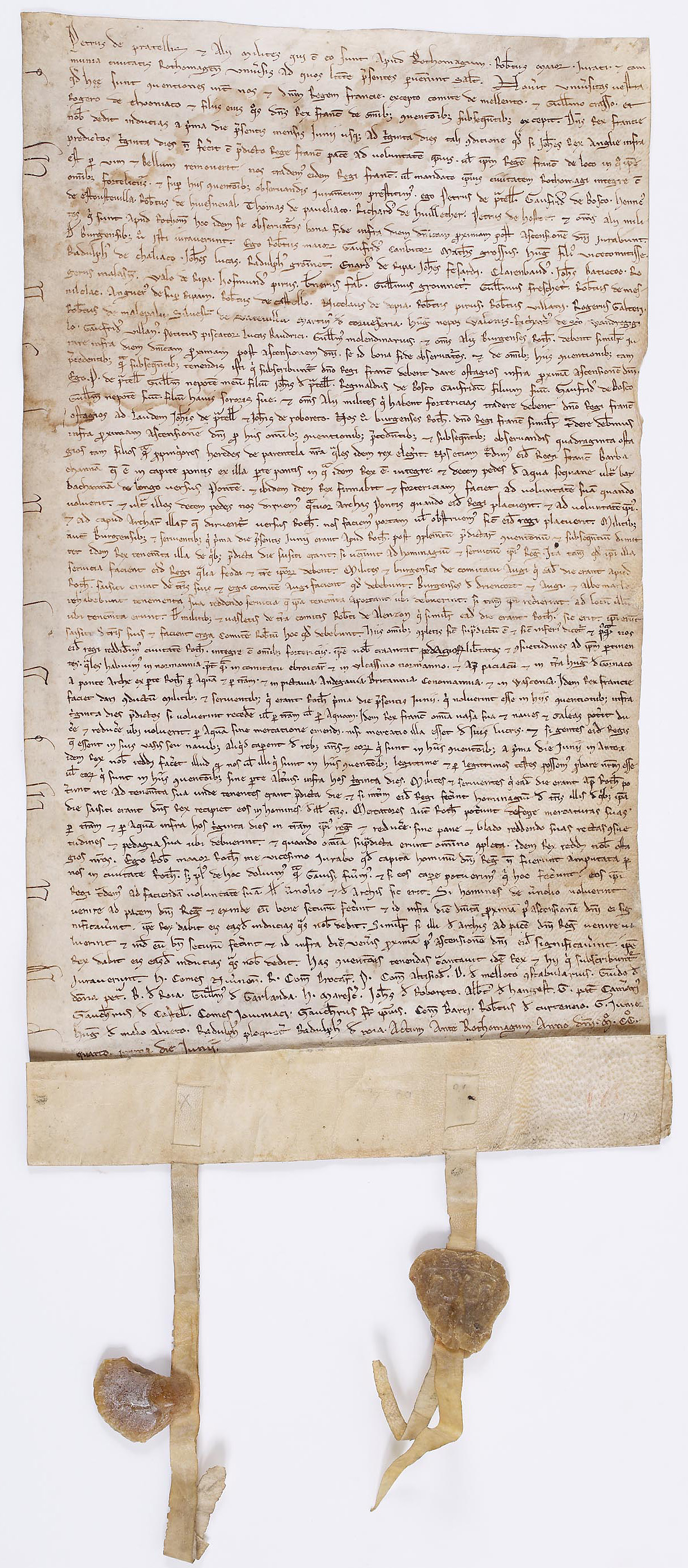
Kapitulationsurkunde von Rouen

- Anfang Mai stößt ein bretonisches Heer in den Westen der Normandie vor, erobert den Mont-Saint-Michel und Avranches und vereinigt sich mit dem französischen Heer bei Caen. Während eine Abteilung des Heeres die Halbinsel Cherbourg besetzt, stößt das französische Hauptheer nun über Liseux nach Rouen vor. Um eine sinnlose Zerstörung von Rouen zu verhindern, vereinbart Pierre de Préaux, der englische Kommandant der Stadt, mit den Franzosen am 1. Juni einen dreissigtägigen Waffenstillstand. Als sich endgültig abzeichnet, dass von England kein Entsatzheer kommen wird, kapituliert er noch vor Ablauf der Waffenruhe am 24. Juni, womit die Normandie für Johann Ohneland verloren ist.
- August: Philipp zieht im Triumph in Poitiers ein. Nur Teile des Poitou mit La Rochelle sowie die Gascogne bleiben nun in Johanns Hand.

#### Skandinavien
- 1. Januar: Håkon III., Birkebeinerkönig von Norwegen stirbt, vermutlich vergiftet. Der vierjährige Guttorm Sigurdsson wird am folgenden Tag zu seinem Nachfolger gewählt. Håkon Galen wird für die Zeit der Minderjährigkeit zu seinem Regenten bestimmt. Allerdings stirbt Guttorm bereits im August.
- Die Bagler sammeln sich daraufhin in Dänemark um den Thronprätendenten Erling Steinvegg. Sie erhalten sofort Unterstützung vom dänischen König Waldemar II., der sich die Wiederherstellung der alten Oberhoheit über den Oslofjord erhofft.
- Die Birkebeiner setzen in der Zwischenzeit Inge Bårdsson auf den norwegischen Thron.

#### Heiliges Römisches Reich
- Frühjahr: Otto von Braunschweig verweigert seinem Bruder Heinrich die Stadt Braunschweig und die Burg Lichtenberg als Lehen. Dieser wendet sich daraufhin im Deutschen Thronstreit dem Staufer Philipp von Schwaben zu. Auch andere ehemalige Verbündete, darunter auch der Kölner Erzbischof Adolf von Altena, wenden sich von Otto ab, der trotz der Unterstützung durch Papst Innozenz III. zunehmend in Isolation gerät.
- 17. September: Bei der Belagerung von Weißensee unterwirft sich Landgraf Hermann I. von Thüringen dem Staufer Philipp von Schwaben.
- Ludwig der Kelheimer, Herzog von Bayern, erbaut die Burg Trausnitz und gründet die Stadt Landshut.

#### Ungarn/Kroatien
- 26. August: König Emmerich von Ungarn und Kroatien lässt seinen minderjährigen Sohn Ladislaus III. zu seinem Nachfolger krönen und bestimmt dessen Onkel Andreas zu seinem Vormund und Regenten. Als Emmerich am 30. November stirbt, nutzt Andreas seine Machtstellung aus und macht das Leben für Ladislaus und seine Mutter Konstanze von Aragón unerträglich, die daraufhin gemeinsam nach Wien fliehen.

#### Asien
- Suleiman II., Sultan der Rum-Seldschuken, besiegt seinen Bruder Muhyi ad-Din Mas'ud Schah und erobert Ankara. Als er im gleichen Jahr stirbt, folgt ihm sein minderjähriger Sohn Kılıç Arslan III. auf den Thron. Dessen Herrschaft wird von seinem Onkel Kai Chosrau I. jedoch nicht anerkannt.
- Der mongolische Khan Temüdschin besiegt die Naimanen und mit ihnen seinen Blutsbruder und langjährigen Gegenkhan Jamukha. Damit sind die letzten Hürden für die unumschränkte Macht in einem vereinten Mongolenreich überwunden.

#### Stadtrechte und urkundliche Ersterwähnungen
- Montpellier kommt unter die Lehnshoheit der Könige von Aragonien und erhält von ihnen Stadtrechte.
- Erste urkundliche Erwähnung von Walddorf

### Wissenschaft und Technik
- Die Universität Vicenza entsteht nach dem Auszug einer Gruppe von zwei Professoren und ihrer Studenten aus der Universität Bologna, die nicht akzeptiert, dass Papst Innozenz III. das Unterrichten einiger juristischer Lehrsätze, die das Papsttum betrafen, verboten hat.
- um 1204: Der englische Mönch Roger von Wendover beginnt mit dem Verfassen seiner Weltchronik Flores Historiarum.

### Religion
- Das Lateinische Patriarchat von Konstantinopel wird gegen den Willen von Papst Innozenz III. gegründet, nachdem der griechisch-orthodoxe Patriarch Johannes X. Kamateros nach Thrakien geflohen ist. Der Venezianer Thomas Morosini wird erster lateinischer Patriarch.
- Otto I. von Oldenburg wird Bischof von Münster.

## Geboren

### Geburtsdatum gesichert
- 14. April: Heinrich I., König von Kastilien († 1217)
- 30. Dezember: Abu Uthman Said ibn Hakam al-Quraschi, Raʾīs von Menorca († 1282)

### Genaues Geburtsdatum unbekannt
- Berengaria von León, Kaiserin des Lateinischen Kaiserreichs († 1237)
- Håkon Håkonsson, König von Norwegen († 1263)
- Heinrich Raspe, Landgraf von Thüringen und deutscher Gegenkönig († 1247)
- Otto I. Herzog von Braunschweig-Lüneburg († 1252)

### Geboren um 1204
- Ibn Mālik, arabischer Gelehrter († 1276)
- Karma Pakshi, 2. Karmapa der Karma-Kagyü-Schule des tibetischen Buddhismus († 1283)
- Friedrich Udo von Torgau, Gründer des Brandenburger Adelsgeschlechts (um 1204 Ersterwähnung von Torgau (Turgau/Turkow))

## Gestorben

### Todesdatum gesichert
- 1. Januar: Håkon III., König von Norwegen (* um 1170)
- 28. Januar: Isaak II., Kaiser des Byzantinischen Reichs (* 1155)
- 28. Januar: Alexios IV., Kaiser des Byzantinischen Reichs (* 1182)
- 15. Februar: Sinjong, 20. König des koreanischen Goryeo-Reiches (* 1144)
- 16. Februar: Manegold von Hallwyl, Abt von St. Blasien
- 9. März: Laurentius I., Bischof von Lebus
- 1. April: Eleonore von Aquitanien, Königin von Frankreich und Königin von England (* um 1122)
- 23. April: Konrad III. von Laichling, Bischof von Regensburg
- 9. Mai: Agnes, Pfalzgräfin bei Rhein (* um 1176)
- 15. Juni: Isfried von Ratzeburg, Bischof von Ratzeburg
- 6. Juli: Suleiman II., seldschukischer Sultan von Rum
- 12. August: Berthold IV., Graf von Andechs und Herzog von Meranien
- 14. August: Minamoto no Yoriie, Shōgun des Kamakura-Shogunates in Japan (* 1182)
- 29. August: Marie von Champagne, Gräfin von Flandern und Kaiserin des Lateinischen Kaiserreichs (* um 1174)
- 28. November: Guigues III., Graf von Forez (* 1160)
- 30. November: Emmerich, König von Ungarn, Kroatien, Dalmatien und Rama (* 1174)
- 13. Dezember: Maimonides, jüdischer Religionsphilosoph, Arzt und Rechtsgelehrter aus Córdoba (* um 1136)
- 16. Dezember: Heinrich von Klingen, Abit im Kloster St. Gallen
- 22. Dezember: Fujiwara no Shunzei, japanischer Dichter (* 1114)

### Genaues Todesdatum unbekannt
- Februar: Nikolaos Kanabos, Kaiser des Byzantinischen Reichs
- April: Alexios V., Kaiser des Byzantinischen Reichs (* um 1160)
- Sommer: Pierre d’Amiens, französischer Kreuzritter
- September: Godfrey de Lucy, anglonormannischer Geistlicher
- Oktober: Matilda de Percy, englische Adelige
- Alan fitz Walter, 2. High Steward of Scotland, schottischer Adeliger (* um 1150)
- Duncan, 4. Earl of Fife, schottischer Magnat
- Esbern Snare, dänischer Adeliger und Heerführer (* 1127)
- Gilles II. de Trazegnies, französischer Kreuzritter
- Gyergom Tshülthrim Sengge, Gründer der Shugseb-Kagyü-Schule des tibetischen Buddhismus (* 1144)
- Hugo II. von Saint-Omer, Titularfürst von Galiläa
- Jamukha Gurkhan, mongolischer Adeliger, Blutsbruder Dschingis Khans
- Muhyi ad-Din Mas'ud Schah, Fürst der Rum-Seldschuken
- Robert de Beaumont, 4. Earl of Leicester, anglonormannischer Adliger und Lord High Steward von England
- Wernher I., Propst des Klosterstifts Berchtesgaden, Dompropst zu Salzburg

### Gestorben um 1204
- Gevher Nesibe, rum-seldschukische Prinzessin